# IC 772
IC 772 = IC 3067 ist eine Spiralgalaxie vom Hubble-Typ S im Sternbild Coma Berenices am Nordsternhimmel. Sie ist schätzungsweise 298 Millionen Lichtjahre von der Milchstraße entfernt und hat einen Durchmesser von etwa 80.000 Lichtjahren. 

Im selben Himmelsareal befinden sich u. a. die Galaxien NGC 4213, IC 3082, IC 3084, IC 3089.
Das Objekt wurde am 6. April 1888 vom französischen Astronomen Guillaume Bigourdan entdeckt.